# Viburnum lantanoides
Viburnum lantanoides — вид рослини роду калина родини Адоксові.

## Назва
В англійській мові має назву «спотикальний кущ» англ. hobblebush, оскільки нижні гілки часто лежать на землі і через них можна спіткнутися.

## Будова
Має грона білих або рожевих маленьких квітів (4 мм) пізньою весною. Безплідні зовнішні квіти плаского суцвіття мають суттєво більший розмір (2 см) і слугують для приваблювання комах. Має червоні ягоди, що стають фіолетово-чорні після дозрівання. Листки овальні, прості, дуже великі (10–20 см), що є визначною характеристикою цього виду. Вони розпускаються раніше інших дерев у лісі, що дає можливість навесні зібрати достатньо поживних речовин з фотосинтезу, поки їх не затіняють вищі дерева.  Гілки хаотично галузяться. На них формуються коріння, що проростає, якщо гілка торкається землі.

## Поширення та середовище існування
Зростає у підліску у північно-східній частині Північної Америки.

## Практичне використання
Ягоди їстівні, солодкі і смачні, смак дещо схожий на родзинки або фініки. Стають смачніші після морозу.

## Галерея

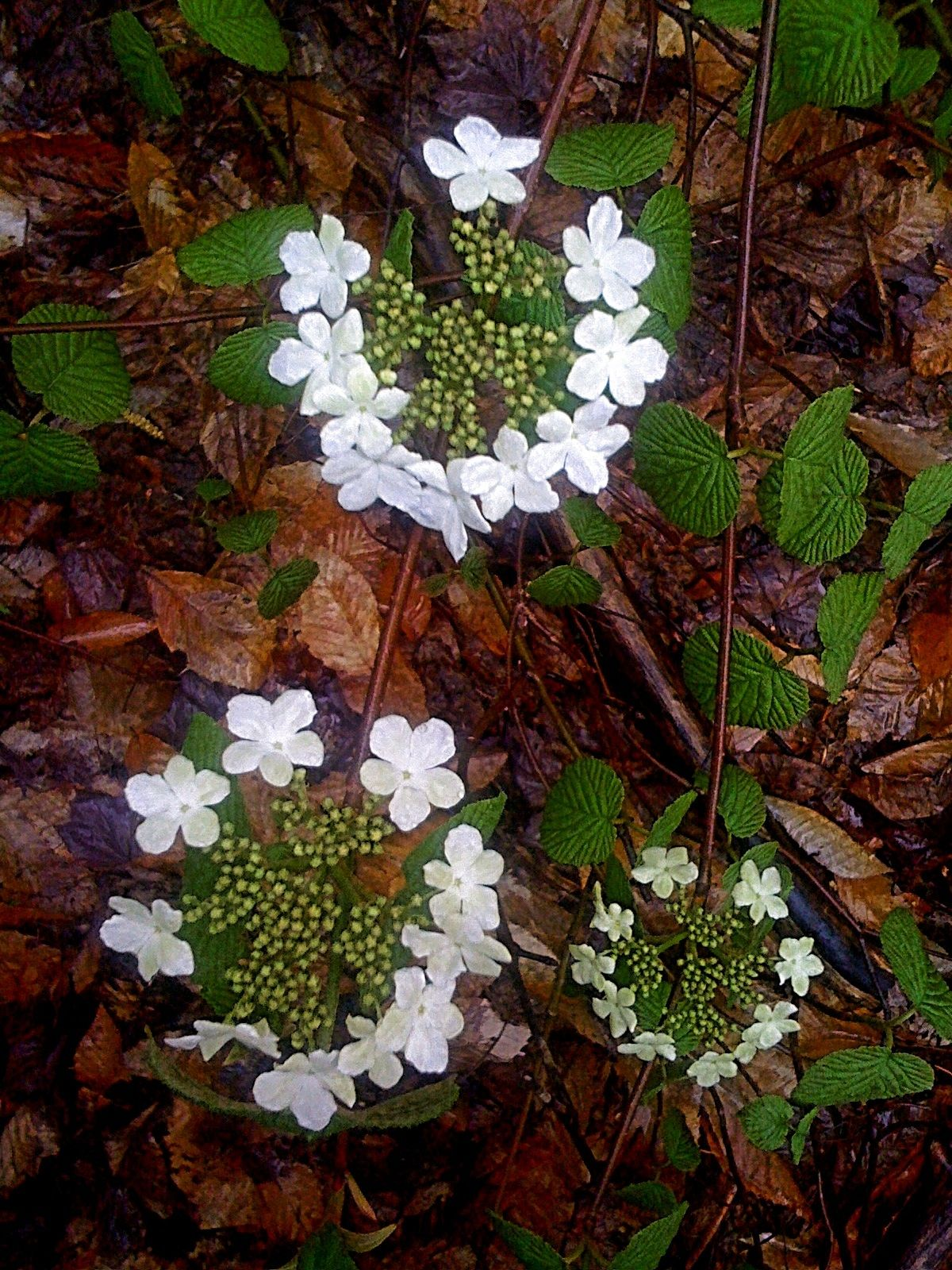
Суцвіття
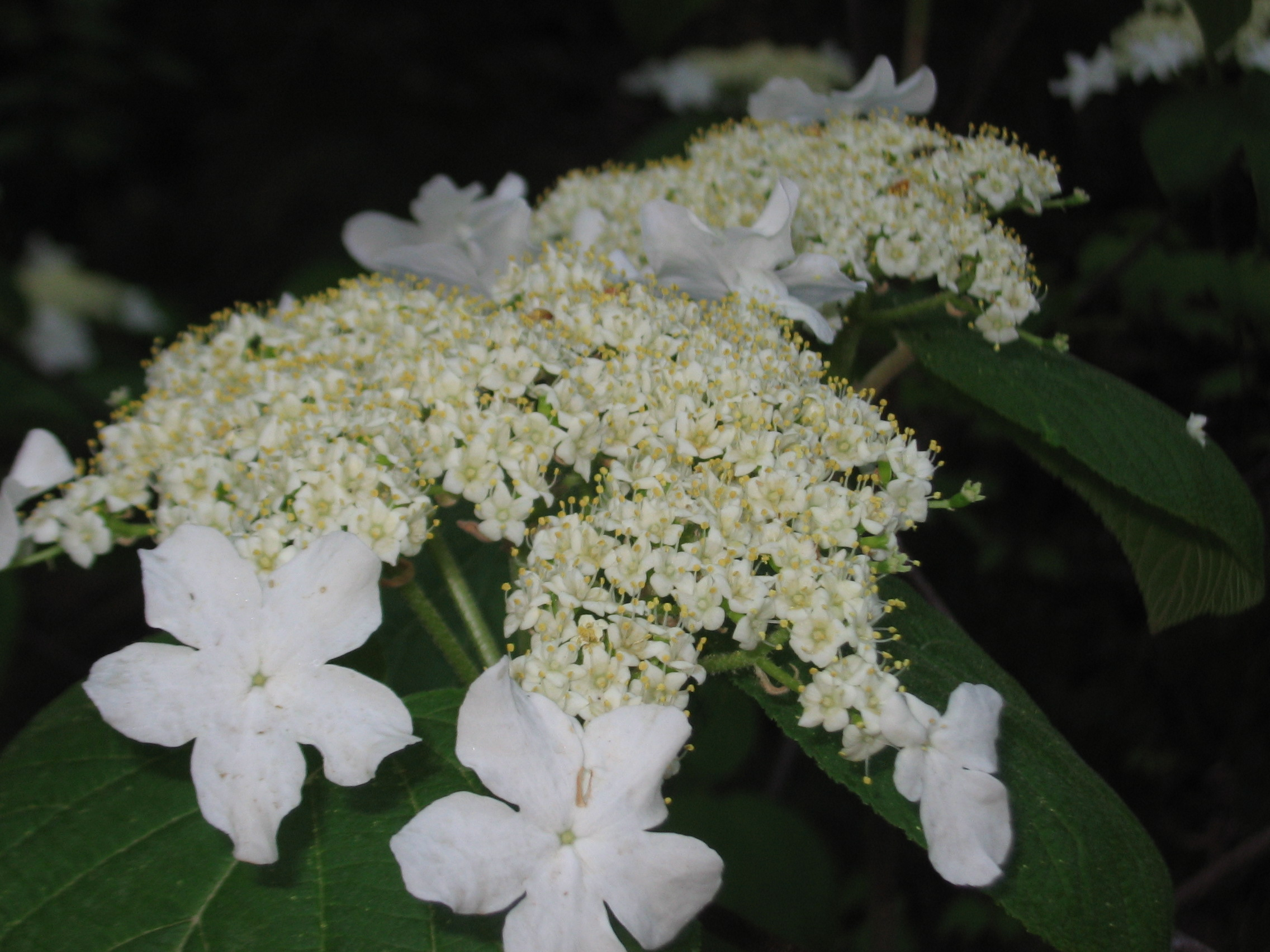
Різниця між безплідними квітами по краю суцвіття та родючими в центрі
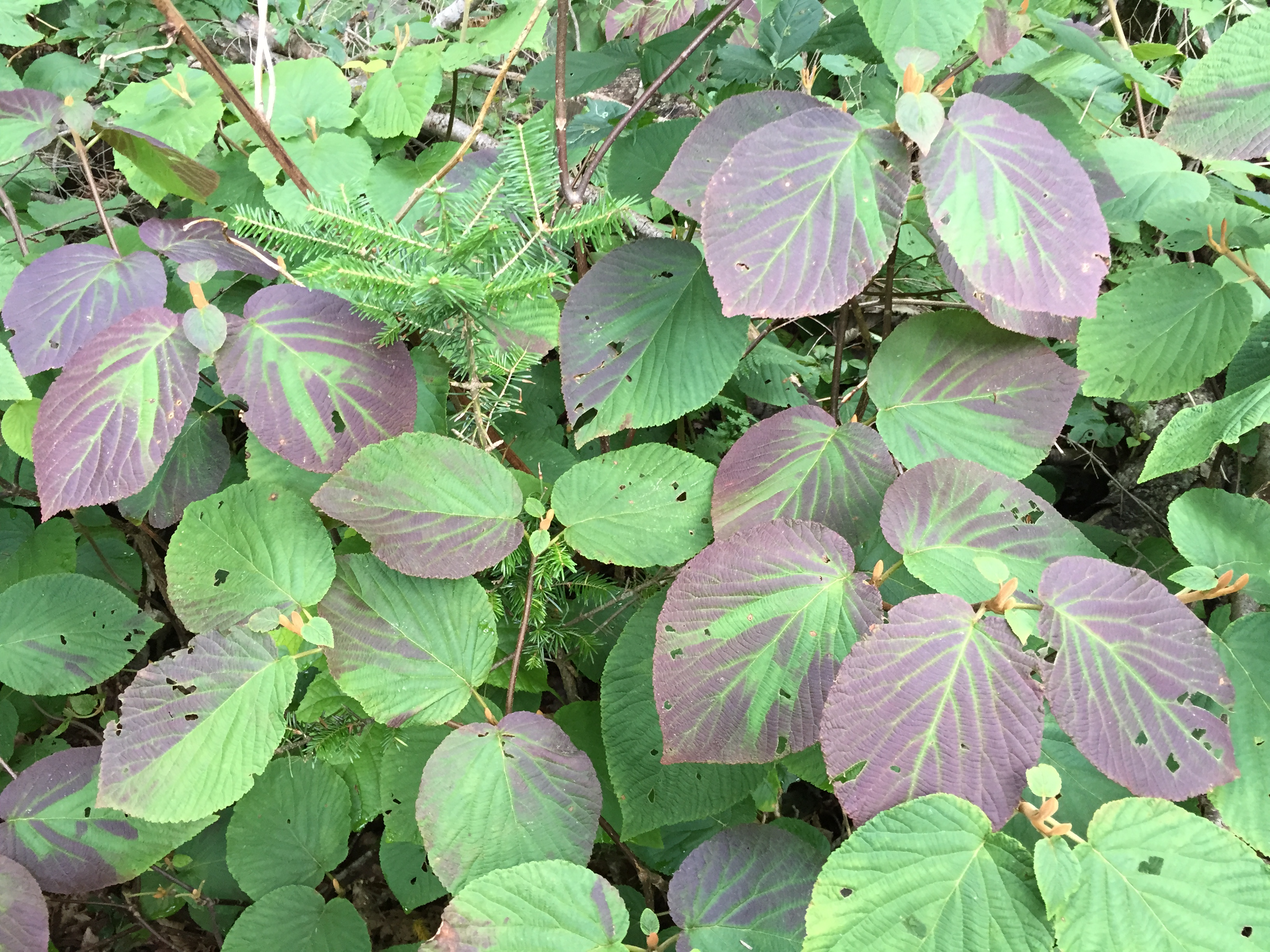
Забарвлення листя